# Antoinette de Maignelais
Antoinette de Maignelais   (Loches, c. 1434 - Bretanya, 5 de novembre de 1470) fou una cortesana francesa.
Amant de Carles III i després de Francesc II. La seva cosina Agnès Sorel la introduí en la cort i no tardà en suplantar-la en l'ànim del sobirà, que la va fer la seva amant públicament, a la mort d'Agnès. El mateix any va contraure matrimoni amb André de Villequier, camarlenc del rei, i li donà el castell de La Guerche.
Enviudà el 1454, i el 1456 el delfí Lluís, pretextant els escàndols que donava la favorita del seu pare, abandonà la cort, el que no fou obstacle perquè intriguessin junts. Dos anys abans de la mort de rei, s'enamorà d'Antoinette el duc de Bretanya, Francesc II (1459), i el 1461 la conduí a la cort, on exercí la mateixa influència que abans a França. Del seu marit tingué dos fills, i del duc de Bretanya cinc, el major dels quals fundà la branca dels barons d'Avangour.

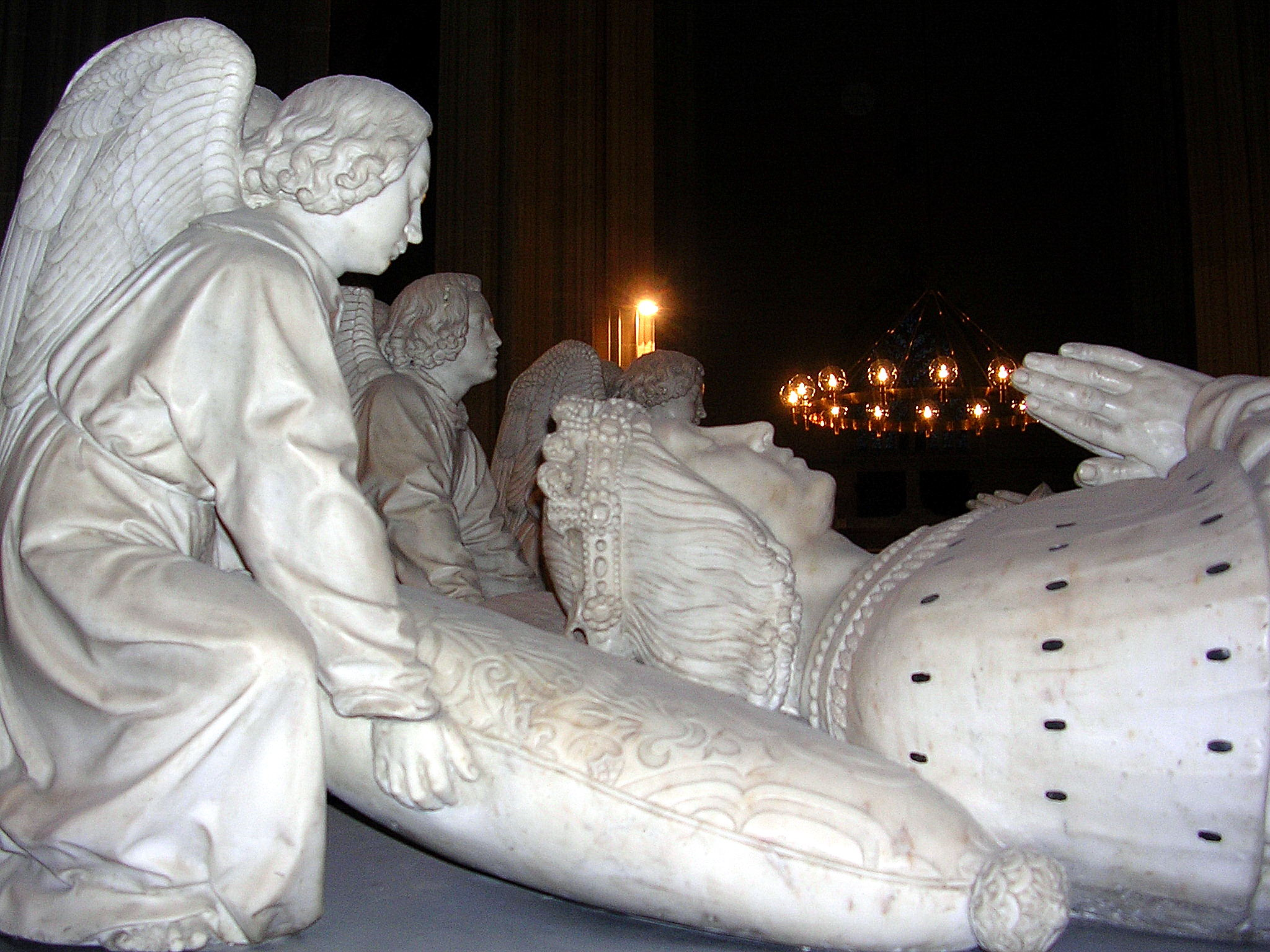
Tomba de Francesc II a la catedral de Nantes

Llista dels fills d'Antoinette amb el duc Francesc II: 
- Francesc I d'Avaugour (1462- després de 1494), comtat de Vertus, de Goëllo i baró d'Avaugour;
- Antoni (1463 - mort jove), baró d'Avaugour, senyor de Châteaufremont i d'Hédé;
- Una filla (nascuda en 1465 - morta jove);
- Un fill (nascut el 1466 - mort jove);
- Francesca (nascuda el 1473), qui restarà fins a la seva mort vers 1498 al seguici de la seva germanastra Anna de Bretanya.